# Prototheca
Genre
Prototheca est un genre d'algues de la famille des Chlorellacées. Toutes les espèces de ce genre, bien que classées comme algues vertes, ont perdu leur fonction photosynthétique et sont passées au parasitisme d'animaux (dont l'homme). Certaines espèces peuvent provoquer la protothécose (en), autrement connue sous le nom d'Algaemia (en).
Les symptômes comprennent : lésions cutanées, bursite de l'olécrane.

## Étymologie
Du grec proto - (premier) + thēkē (gaine), Prototheca est un genre de cellules sphériques de forme variable d'algues non-chlorophylliennes de la famille des  Chlorellacées. Wilhelm Krüger, un expert allemand en physiologie végétale et en production de sucre, a décrit ces micro-organismes du genre Prototheca en 1894, peu de temps après avoir passé 7 ans à Java à étudier la canne à sucre. Il a isolé des espèces de Prototheca à partir de la sève de 3 espèces d'arbres. Krüger a nommé ces organismes P. moriformis et P. zopfii, le deuxième nom en hommage à Friedrich Wilhelm Zopf, botaniste, mycologue et lichénologue renommé.

## Liste d'espèces
Selon GBIF (23 juin 2023) :
- Prototheca blaschkeae U.Roesler, A.Möller, A.Hensel, D.Baumann & U.Truyen, 2006
- Prototheca cerasi Jagielski et al., 2019
- Prototheca ciferrii Negroni & Blaisten, 1941
- Prototheca cutis K.Satoh & Makimura, 2010
- Prototheca miyajii Masuda, Hirose, Ishikawa, Ikawa & Nishimura, 2016
- Prototheca moriformis W.Krüger, 1894
- Prototheca paracutis Khunthiphun, Endoh, Takashima, Ohkuma, Tanasupawat & Savarajara, 2019
- Prototheca pringsheimii Jagielski et al., 2019
- Prototheca stagnorum W.B.Cooke, 1968
- Prototheca tumulicola Nagatsuka, Kiyuna, Kigawa & J.Sugiyama, 2016
- Prototheca wickerhamii (en) Tubaki & Soneda, 1959
- Prototheca xanthoriae Jagielski et al., 2019
- Prototheca zopfii (en) W.Krüger, 1894
- Prototheca ulmea